# Johann Gottfried Gregori
Johann Gottfried Gregori (Merseburg, 1631 – Mosca, 1675) è stato un drammaturgo e religioso tedesco naturalizzato russo.

## Biografia
Gregori fu un pastore luterano considerato, per la sua attività teatrale a Mosca, il fondatore del teatro russo.
Noto soprattutto come autore della prima opera drammatica rappresentata a Mosca, in presenza dello zar Alessio Michajlovič, il 17 ottobre, 1672, intitolata La commedia di Artaserse, Gregori fu autore drammatico occasionalmente.
Lo zar, avendo assistito a degli spettacoli teatrali in Occidente, fece cercare nel quartiere moscovita degli stranieri (Nemeckaja Sloboda) chi fosse in grado di organizzarne uno in Russia e così fu scelto il pastore luterano Gregori, che in seguito scrisse anche altre opere teatrali, sempre per incarico dello zar, il quale creò all'uopo un edificio speciale nel villaggio di Preobraženskoe presso Mosca.
Queste altre opere, imitazione del teatro scolastico occidentale, furono: Giuditta, Il giovane Tobia, La lamentevole commedia di Adamo ed Eva, Bajazet e Tamerlano, La piccola confortevole commedia di Giuseppe, che probabilmente furono scritte originariamente in tedesco.
La commedia di Artaserse fu recitata da attori tedeschi, non esistendo ancora attori russi; il testo originario si riteneva perduto quando nel 1954 ne è stata ritrovata una copia (l'originale tedesco con la traduzione russa) nella Biblioteca civica di Lione.
Il valore letterario de La commedia di Artaserse è di una certa importanza: uno dei maggiori interessi è dato nel testo russo dal miscuglio di slavo ecclesiastico col russo parlato.
La memoria di Gregori si conservò a lungo ed il suo nome è ricordato nella commedia di Aleksandr Nikolaevič Ostrovskij, Un comico del secolo XVII.

## Opere
- La commedia di Artaserse (1672);
- Giuditta;
- Il giovane Tobia;
- La lamentevole commedia di Adamo ed Eva;
- Bajazet e Tamerlano;
- La piccola confortevole commedia di Giuseppe.